# كاثرين بيورك
كاثرين بيورك (بالإنجليزية: Kathryn Burak)‏ (11 يونيو 1959)؛ كاتِبة مُتخصِّصة في أدب الأطفال وروائية أمريكية.